# Бут, Джордж, 1-й барон Деламер
Джордж Бут, 1-й барон Деламер (англ. George Booth, 1st Baron Delamer; 18 декабря 1622 — 8 августа 1684) — английский землевладелец и политик из графства Чешир, который заседал в Палате общин Англии в с 1646 по 1661 год, когда он был возведен в Палату лордов как барон Деламер.
Член умеренной пресвитерианской фракции, которая доминировала в Долгом парламенте и во многих довоенных элитах графств, Бут боролся за парламент во время Первой гражданской войны в Англии. Он отказался от своей должности, когда был избран депутатом от Чешира в 1646 году, и это место он сохранял на протяжении всего Протектората.
Подозреваемый в участии в восстании под руководством Джона Пенруддока 1655 года с целью восстановления короля Англии Карла II, в 1659 году он возглавил еще одну попытку, известную как Восстание Бута. Задуманный как часть более крупного заговора, он был быстро разгромлен, но Джордж Бут избежал наказания и был награжден званием пэра после Реставрации Стюартов в Англии в 1660 году. Однако опасения по поводу реформ англиканской церкви и использования королевских прерогатив привели его к оппозиции, и во время Билля об отводе 1679—1681 годов он поддержал запрет католику Якову Стюарту на престоле. Он умер в августе 1684 года, и ему наследовал его сын Генри, который некоторое время занимал пост канцлера казначейства после Славной революции 1688 года.

## Биография
Родился 18 декабря 1622 года. Второй сын сэра Уильяма Бута (? — 1636) из Данэма Мэсси и Маргарет Эштон. Внук сэра Джорджа Бута, 1-го баронета (1566—1652), из семьи, поселившейся в Данэм-Мэсси в Чешире, и его жены Вер Эгертон (1596—1629), дочери сэра Томаса Эгертона.
Он принял активное участие в Гражданской войне вместе со своим дедом, сэром Джорджем Бутом, на стороне парламентариев. Он был избран в Долгий парламент в качестве члена парламента от Чешира в 1645 году.

## Междуцарствие
Джордж Бут был номинирован в парламент Бербоуна от графства Чешир в 1653 году и был избран депутатом от Чешира в первом парламенте протектората в 1654 году и во втором парламенте протектората в 1656 году. В 1655 году он был назначен военным комиссаром Чешира и казначеем на войне. Он был одним из исключенных членов, которые пытались, но не смогли вернуть себе места в восстановленном парламенте Рампа после падения Ричарда Кромвеля в 1659 году.
В течение некоторого времени роялисты считали его доброжелателем своего дела, и в мае 1659 года он был описан королю как «очень значительный в своем графстве, пресвитерианин по мнению, но такой моральный человек… Я думаю, Ваше Величество может смело [положиться] на него и на его обещания, которые значительны и сердечны». Таким образом, он стал одним из главных лидеров новых роялистов, которые объединились с кавалерами, чтобы осуществить Реставрацию.

## Восстание

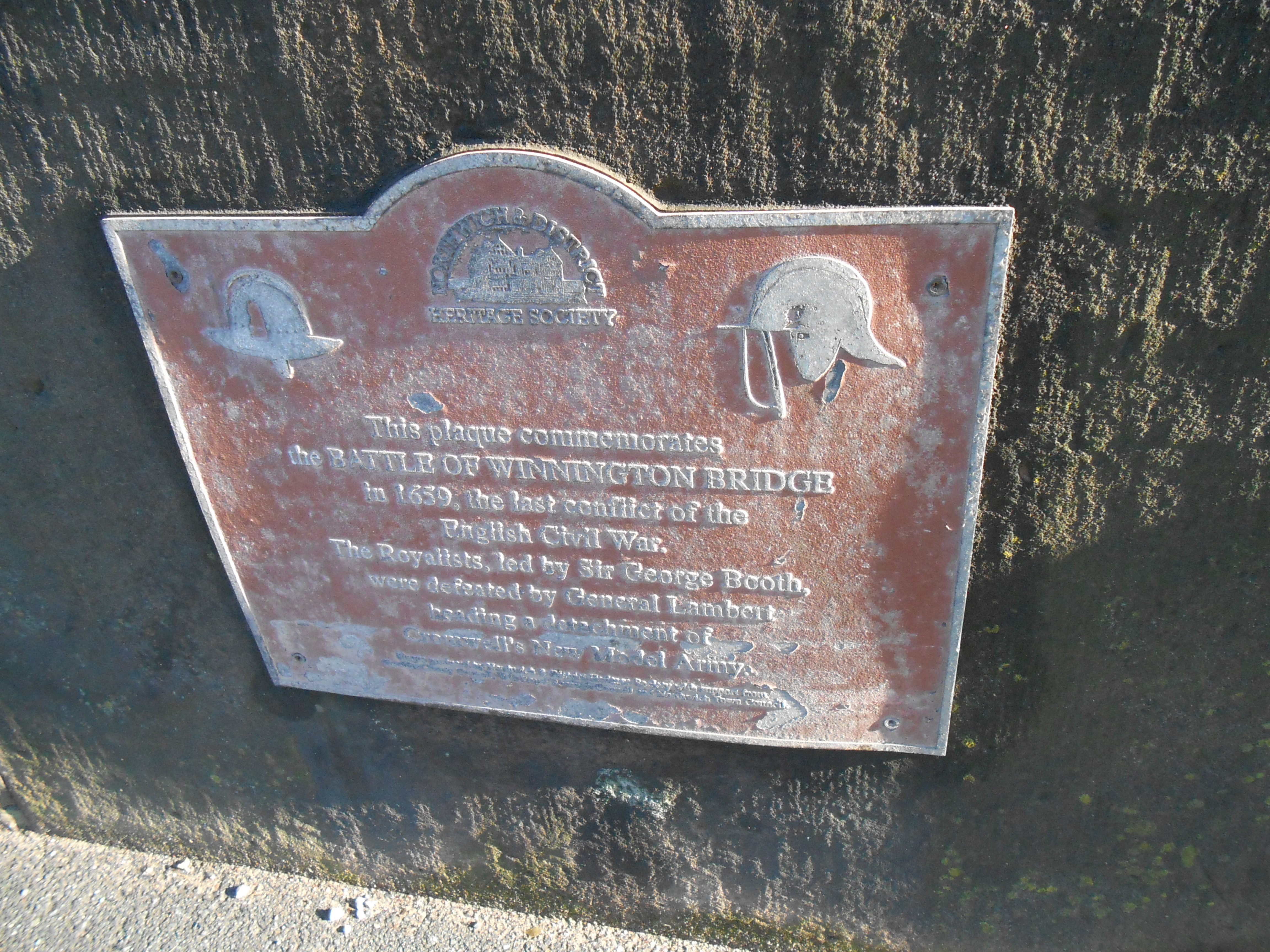
Мемориал битве, фото 2013 года

Восстание было организовано на 5 августа 1659 года в нескольких округах, и Джордж Бут получил от короля Карла II поручение принять на себя командование революционными силами в Ланкашире, Чешире и Северном Уэльсе.
Получив контроль над Честером 19 августа, он издал прокламацию, в которой заявил, что «было взято в руки оружие в защиту свободы парламента, известных законов, свободы и собственности», а затем двинулся в сторону Йорка. Однако заговор был известен Джону Терло. Потерпев неудачу в других частях страны, наступающие силы генерала Джона Ламберта разгромили людей Бута в битве при Виннингтонском мосту недалеко от Нортвича. Сам Джордж Бут бежал, переодевшись женщиной, но был обнаружен в Ньюпорт-Пагнелле 23 августа, когда брился, и был заключен в тюрьму в лондонском Тауэре.

## Реставрация
Однако вскоре Джордж Бут был освобожден и вернулся на свое место в Парламенте Конвента в 1660 году. Он был одним из двенадцати членов, которым было поручено передать послание Палаты общин королю Карлу II Стюарту в Гааге. В июле 1660 года он получил грант в размере 10 000 фунтов стерлингов, согласно журналу Палаты общин от 30 июля 1660 года, отказавшись от первоначально предложенной ему большей суммы в 20 000 фунтов стерлингов, а 20 апреля 1661 года, по случаю коронации, он получил титул 1-го барона Деламера с лицензией на назначение шести новых рыцарей. В том же году он был назначен хранителем рукописей (Custos Rotulorum) графства Чешир.
В последующие годы он проявил решительный протест против реакционной политики правительства. Он умер 8 августа 1684 года и был похоронен в часовне Бут в Боудонской церкви.

## Семья
Джордж Бут был дважды женат. 30 ноября 1639 года в Лондоне он женился первым браком на леди Кэтрин Клинтон (? — июль 1643), дочери Теофила Клинтона, 4-го графа Линкольна (1599—1667). У супругов родилась одна дочь:
- Достопочтенная Вер Бут (19 июля 1643 — 14 ноября 1717), незамужняя.

14 декабря 1644 года Джордж Бут женился вторым браком на леди Элизабет Грей (1622—1691), старшей дочери Генри Грея, 1-го графа Стэмфорда (1599—1673). Дети от второго брака:
- Достопочтенный Уильям Бут (7 апреля 1648 — 20 января 1661)
- Генри Бут, 1-й граф Уоррингтон (13 января 1652 — 2 января 1694)
- Чарльз Бут (умер в Париже)
- Достопочтенный Джордж Бут (? — 1726), женат на Люси Робартес
- Преподобный Роберт Бут (1662 — 8 августа 1730)
- Достопочтенная Элизабет Бут (? — 4 июля 1681), вышла замуж за Эдварда Конвея, 1-го графа Конвея
- Достопочтенная Диана Бут (? — 7 октября 1713), 1-й муж с 1677 года адмирал сэр Ральф Делаваль, 2-й баронет; 2-й муж с 1699 года сэр Эдвард Блэкетт, 2-й баронет.
- Достопочтенная Сесил Бут	(7 — 16 мая 1711), незамужняя
- Энн Бут (умерла в детстве)
- Джейн Бут (умерла в детстве)
- София Бут	(умерла в детстве)
- Достопочтенный Невилл Бут (1667—1685), торговец-авантюрист.

Его второй сын, Генри Бут, унаследовал от него титулы и поместья, в которые входили Данэм Мэсси-Холл и Стейли-Холл. Позже Генри стал графом Уоррингтоном. Хотя это графство вымерло после смерти 2-го графа в 1758 году, баронство Деламер продолжило существование и прервалось только после смерти 4-го барона в 1770 году. Еще более старый титул баронета Бутов затем перешел к дальнему родственнику, преподобному сэру Джорджу Буту, ректору Эштон-андер-Лайн, хотя членство семьи в Палате лордов прекратилось. Титул Деламера был позже воссоздан в 1821 году для семьи Чамли, родственников маркизов Чамли.